# The Seven Ages
Pour plus de détails, voir Fiche technique et Distribution.
The Seven Ages est un film muet américain réalisé par Edwin S. Porter, sorti en 1905.

## Fiche technique
- Titre original : The Seven Ages
- Réalisation : Edwin S. Porter
- Production Edison Manufacturing Company
- Pays d'origine : États-Unis
- Format : Noir et blanc
- Durée : 5 minutes 30 secondes
- Date de sortie :
  - États-Unis : 27 février 1905
- Licence : domaine public